# 233. Panzergrenadier-Division
Die 233. Panzergrenadier-Division war ein Großverband der Wehrmacht im Zweiten Weltkrieg. 

## Geschichte
Die Aufstellung der Division erfolgte am 15. Mai 1942 in Frankfurt an der Oder zunächst unter der Bezeichnung Division 233 (motorisiert). Am 7. Juli 1942 wurde diese in 233. Panzergrenadier-Division umbenannt und mit der Betreuung des Ersatzheeres im Wehrkreis III (Berlin) beauftragt. Diesen Auftrag hatte die Division bis zu ihrer Umbenennung am 5. April 1943 inne, als sie zur 233. Panzer-Division umgegliedert wurde. 

## Gliederung
- Panzer-Ersatz-Abteilung 5
- Panzer-Grenadier-Ersatz-Regiment 83
- Infanterie-Ersatz-Regiment (mot.) 3
- Panzerjäger-Ersatz-Abteilung 3
- Panzerjäger-Ersatz-Abteilung 43
- Kradschützen-Ersatz-Bataillon 3
- Kradschützen-Ersatz-Bataillon 4
- Radfahr-Ersatz-Abteilung 9
- Panzer-Pionier-Ersatz-Bataillon 208
- Artillerie-Ersatz-Abteilungen
  - Abteilung I/59
  - Abteilung II/59

## Kommandeure
- General der Artillerie Curt Jahn (Aufstellung bis 1. März 1943)
- Generalleutnant Heinrich Wosch (1. März 1943 bis Umbenennung)